# Гуральський Олександр Петрович
Олександр Петрович Гуральський (нар. 12 вересня 1971) — радянський та український футболіст, півзахисник.

## Клубна кар'єра
Вихованець київського спортінтернату. У дорослому футболі дебютував у 16 років, граючи в другій лізі чемпіонату СРСР за «Поділля». У період з 1990 по 1991 роки виступав у другій команді московського «Динамо».
Після розвалу СРСР повернувся в Україну. Продовжив кар'єру в «Темпі». Перший матч у вищій лізі 6 березня 1992 року «Евіс» - «Темп», 1:0.
Після шепетівської команди, грав у вищій лізі за «Металург» (Запоріжжя), «Торпедо» (Запоріжжя) та СК «Миколаїв».
У 1998 році грав у Росії за «Іртиш» (Омськ), з 1999 по 2000 рік — у Казахстані за «Синтез», двічі змінював за цей час назву. У 2005 році перебував у складі клубу «Болат-МСК».
У 2008 році в складі миколаївського «Бастіону» став володарем Суперкубка України серед ветеранів (після 35 років).

## Кар'єра в збірній
У 1987 році грав за юнацьку збірну СРСР (U-16).
У 1988 році в Москві, в складі збірної Української РСР (юн. 1971-1973 р. н.) ставав переможцем турніру «Кубок Надії».